# 洛尔姆
洛尔姆（法語：L'Horme，法語發音：[lɔʁm]）是法国卢瓦尔省的一个市镇，位于该省东南部，属于圣艾蒂安区。

## 地理
洛尔姆（45°29'11"N, 4°32'41"E）面积4.4 平方千米，位于法国奥弗涅-罗讷-阿尔卑斯大区卢瓦尔省，该省份为法国中南部省份，北起顺时针与索恩-卢瓦尔省、罗讷省、伊泽尔省、阿尔代什省、上盧瓦爾省、多姆山省和阿列省接壤。
与洛尔姆接壤的市镇（或旧市镇、城区）包括：塞略、拉格朗克鲁瓦、圣沙蒙、雅雷地区圣保罗。
洛尔姆的时区为UTC+01:00、UTC+02:00（夏令时）。

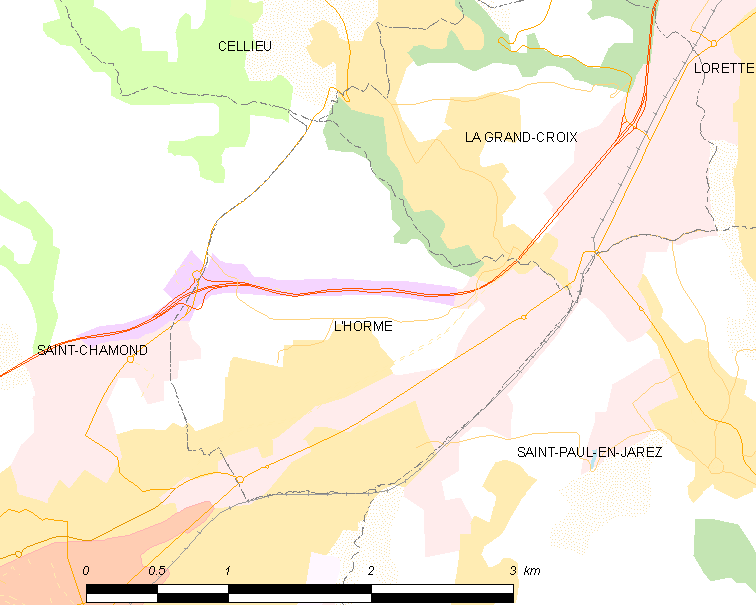
洛尔姆的OSM定位图

## 行政
洛尔姆的邮政编码为42152，INSEE市镇编码为42110。

## 政治
洛尔姆所属的省级选区为圣沙蒙县。

## 交通
法国国家A47号高速公路经过境内并设有出入口。卢瓦尔省省道D88线和D288线经过境内。

## 人口

1962-2008年间洛尔姆人口变化图示

洛尔姆于2022年1月1日时的人口数量为4868人。